# Агентство прикордонної служби Канади
Агентство прикордонної служби Канади (фр. Agence des services frontaliers du Canada (ASFC); англ. Canada Border Services Agency (CBSA)) — канадське федеральне структура, яка відповідає за прикордонний нагляд, імміграційні та митні служби. Агентство було створено 12 грудня 2003 року.
CBSA контролює приблизно 1200 сервісних центрів по всій Канаді та 39 в інших країнах. У ньому працює понад 12 000 державних службовців, і воно пропонує постійне та безперебійне обслуговування на 119 наземних прикордонних пунктах пропуску та в тринадцяти міжнародних аеропортах.

## Історія
До 2004 року охороною кордону в Канаді займалися три установи:
- Канадське митне та податкове агентство (ACAAT)
- Департамент громадянства та імміграції Канади (CIC)
- Канадське агентство інспекції харчових продуктів (CFIA)

12 грудня 2003 року (у той самий день, коли Пол Мартін став прем'єр-міністром Канади), ASFC було створено з метою вирішення певних проблем, які розглядалися Генеральним аудитором Канади, включаючи неможливість обміну інформацією з певним рівень безпеки та через певні недоліки міжінституційної комунікації. Створення Агентства було оформлено Законом про Канадське прикордонне агентство, фактичне підписання якого відбулося 3 листопада 2005 року.
6 липня 2010 року CBSA отримав власні офіційні символи: герб і геральдичний значок від Канадського геральдичного управління . Церемонію офіційного відкриття відвідала королева Єлизавета II у рамках королівського туру по Канаді в 2010 році. На церемонії також були присутні генерал-губернатор Мікаель Джин і прем'єр-міністр Стівен Гарпер.

## Обов'язки

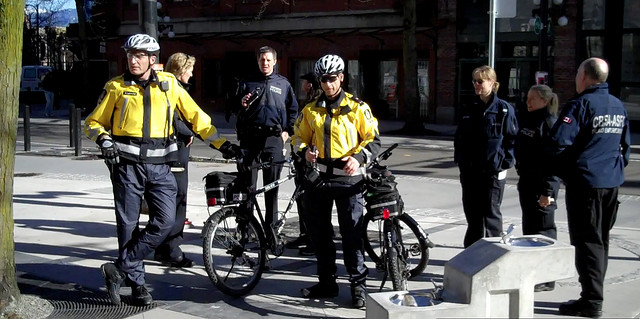
Офіцери ASFC з поліцейськими Британської Колумбії

Агентство має юридичні обов'язки та положення:
- Адміністрація законодавства, що регулює допуск осіб і майна, рослин і тварин до та з Канади
- Затримувати тих, хто може становити загрозу для Канади.
- Запобігання в'їзду особам, яким заборонено в'їзд до Канади, включно з тими, хто причетний до терористичної діяльності, організованої злочинності, військових злочинів або злочинів проти людства.
- Запобігання ввезенню або вивезенню нелегальних товарів.
- Харчова безпека, контроль рослин, тварин і основних ресурсів Канади.
- Просування канадських компаній та їхніх економічних переваг через адміністрування комерційного законодавства та комерційних угод, дотримуючись міжнародних зобов'язань Канади.
- Застосування торговельних заходів, які допомагають захистити канадську промисловість від шкідливого впливу демпінгу та субсидій на імпортні товари.
- Адміністрування справедливого та неупередженого механізму відшкодування.
- Просування інтересів Канади на різноманітних міжнародних форумах та в міжнародних організаціях.
- Збирання мит та податків, що застосовуються до імпортованих товарів.